# 岡田温
岡田 温（おかだ ならう、1902年（明治35年）6月2日（6月1日とする文章もある） - 2001年（平成13年）4月26日）は、昭和期の図書館学者（図書館史）。第3代（最後）の帝国図書館長である。

## 経歴
宮城県仙台市出身。7歳で養子に出され、府立四中、旧制一高（理科甲類）を経て、1923年東京帝国大学文学部美学美術史学科に入学。この間、植村正久の下でキリスト教の洗礼を受けた。肋膜炎で休学した後、社会学科へ転科し、1928年に東京帝国大学文学部社会学科を卒業。同年、帝国図書館に入り、当時、帝国図書館館長であった松本喜一から信任を受けて、後に司書の長である司書官に任じられた。 
太平洋戦争終結直後の1945年11月13日に松本が急死したため、1946年5月13日に岡田が後任の帝国図書館長となる。だが、1947年12月に帝国図書館は国立図書館と改称され、将来的には新設の国立国会図書館と統合されることとなった。このため、岡田は最後の帝国図書館長となった。1948年には岡田自身が新設の国立国会図書館の整理局長に任じられた。1959年春秋会事件に伴い、国立国会図書館を辞職。1965年に図書館短期大学学長に就任し、1969年に東洋大学教授兼図書館長に就任。1973年勲二等瑞宝章授与。1975年には鶴見大学教授兼図書館長に就任し、1980年まで勤めた。
死後、従三位に叙位された。

## 人物
帝国図書館勤務時には「館界のプリンス」と称された。
国立国会図書館『図書館研究シリーズ』中の論文で、「古来いずれの国でも愛書家、蔵書家といわれる人の数は多く、それ等愛書家達の集めたコレクションというものは、隅々まで心が配られ注意が行き届いていてまことに得難いものである。しかもこのような集書は、その1冊1冊を分離してしまえば、単独にはさしたる内容的価値も市場的価値も呼ばないものであるが、これを集大成した一つのコレクションとして見るとき、そこに得難い価値が生ずるものである｣と述べた。
息子の岡田靖は図書館情報学者であり、鶴見大学名誉教授である。

## 著書
- 中井正一・岡田温（編）『図書館年鑑』図書館資料社、1951年
- 岡田温編『世界の図書館 (図書館の仕事)』日本図書館協会、1966年 doi:10.11501/2936705
- 「旧上野図書館の収書方針とその蔵書」『図書館研究シリーズ』国立国会図書館、第5号、1961年
- 出版事典編集委員会（編）『出版事典』出版ニュース社、1971年